# Heilig-Kreuz-Kirche (Fröttmaning)
Die katholische Filialkirche Heilig Kreuz ist der älteste erhaltene Kirchenbau im Stadtgebiet München und das einzige Zeugnis des Dorfes Fröttmaning, das heute de facto eine Wüstung ist.

## Lage
Heilig Kreuz Fröttmaning (Kurt-Landauer-Weg 8) liegt östlich der A 9, etwas südlich des Autobahnkreuzes München Nord der A 99 und A 9 und nördlich des Fröttmaninger Berges, des früheren Müllberges.

## Geschichte
Die Geschichte der Kirche beginnt vor 815, der urkundlichen Ersterwähnung Fröttmanings. Eine Schenkungsurkunde im Zusammenhang mit der Kirche aus dem Jahr 815 ist die älteste Urkunde im Bayerischen Staatsarchiv. Der Fröttmaninger Adelige Situli schenkte damals eine hölzerne Kirche samt zugehörigem Ackerland dem Freisinger Bistum, diese wurde von Bischof Hitto von Freising daraufhin geweiht. Der heutige spätromanische Bau mit seinen dicken Mauern entstand zum größten Teil zu Anfang des 13. Jahrhunderts und wurde später ergänzt. Seit dem Abbruch der Jakobskirche 1955 gibt es in der Münchner Innenstadt keine romanischen Bauwerke mehr, auch daher ist die Heilig-Kreuz-Kirche vor anderen ehemaligen Dorfkirchen ein wichtiges Zeugnis der romanischen Architektur in der Stadt. Weiter ist Heilig Kreuz der älteste vollständig erhaltene Kirchenbau im Münchner Stadtgebiet.

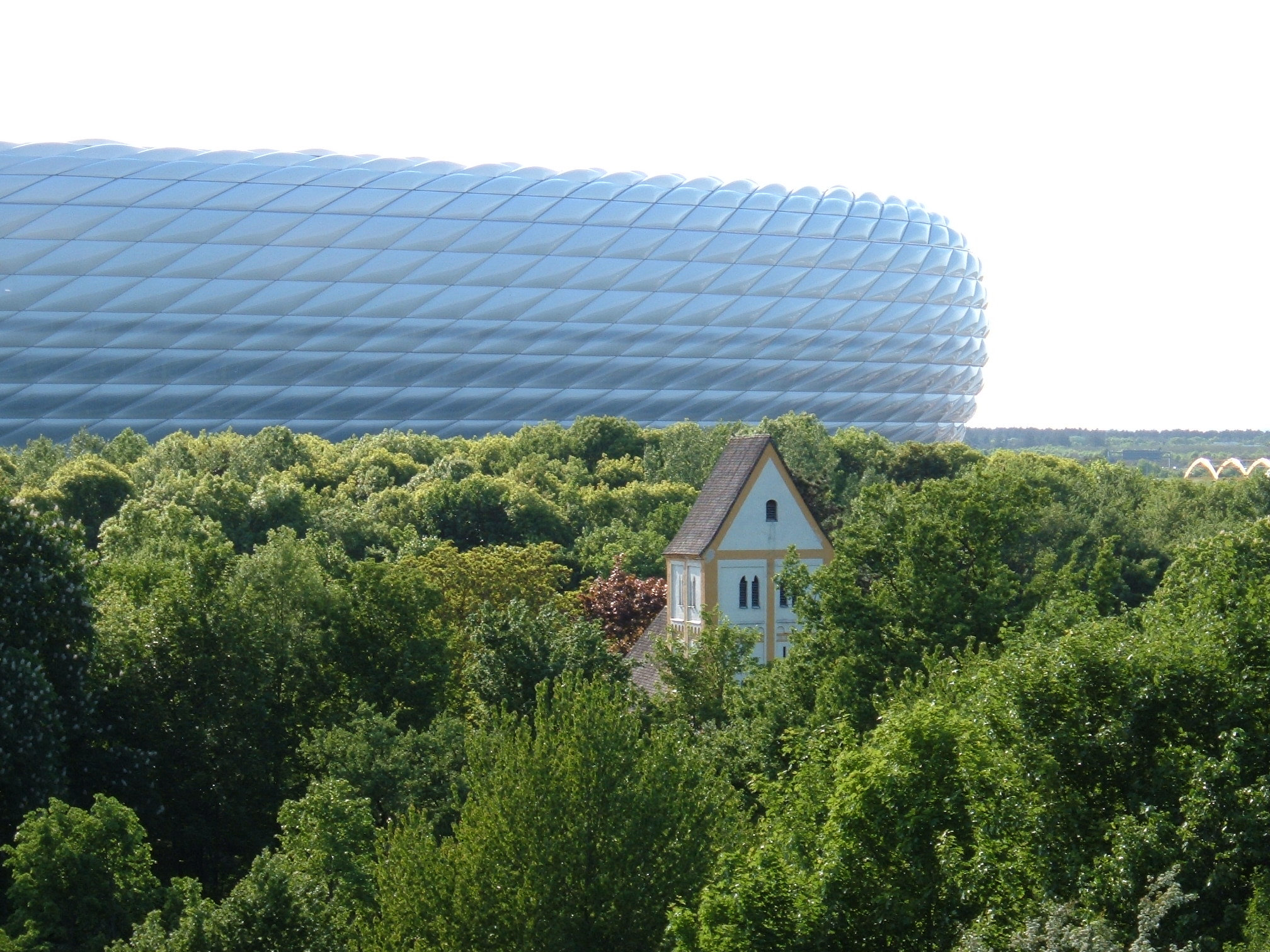
Heilig Kreuz mit der Allianz Arena

In den 1930er Jahren wurde Heilig Kreuz Filialkirche von St. Albert München-Freimann.
Mehrmals war die Kirche von Abbruch bedroht. Beim Bau des Münchner Autobahnringes erreichten einsatzbereite Bürger unter Leitung des Kirchenpflegers von St. Albert, Ludwig Maile, die Verschiebung des Autobahnkreuzes München-Nord, dessen Abzweigung Richtung Salzburg den ursprünglichen Planungen zufolge genau über Friedhof und Kirche verlaufen wäre. Seit dem Abbruch der letzten Höfe für den Autobahnbau 1969 steht Heilig Kreuz frei. Bis 1971 verwahrloste die Kirche und wurde ausgeplündert und geschändet. Wertvolle Kunstwerke und die beiden Glocken aus dem 15. Jahrhundert gingen verloren. 1984 wurden Pläne konkret, die den Müllberg bis zur Kirchenmauer erweitern wollten. Nach Bürgerprotesten wurde jedoch dieser Plan zurückgenommen. Später setzte sich die Bürgerinitiative von Ludwig Maile ein drittes Mal für die Kirche ein, diesmal für die Berücksichtigung des kirchlichen Baudenkmals im Bebauungsplan der nahe gelegenen, 2002–2005 erbauten Allianz Arena. Die Rettungsstraße samt ihrer Brücke musste zweihundert Meter nach Süden verlegt werden.

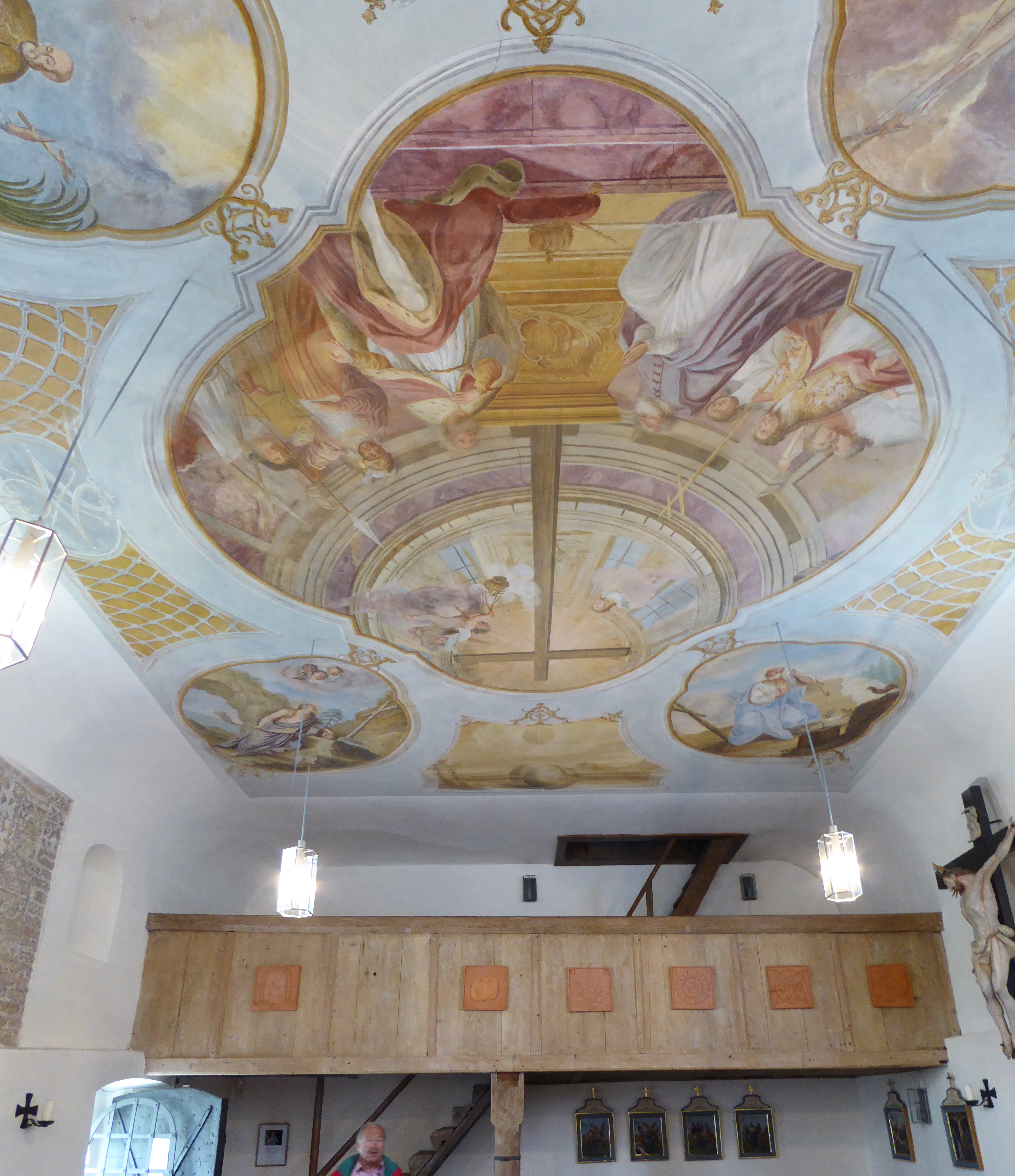
Deckenfresko

## Architektur
Die Heilig-Kreuz-Kirche ist eine der für das Bistum Freising damals typischen Chorturmkirchen.
Der romanische Turm mit Rundbogenfenstern und Fries ist achtzehn Meter hoch, die Kirche selbst ist fünfzehn Meter lang und fast sieben Meter breit. Der mit Schießscharten versehene einstige Wehrgang ist im Maueransatz im Inneren noch zu erkennen.

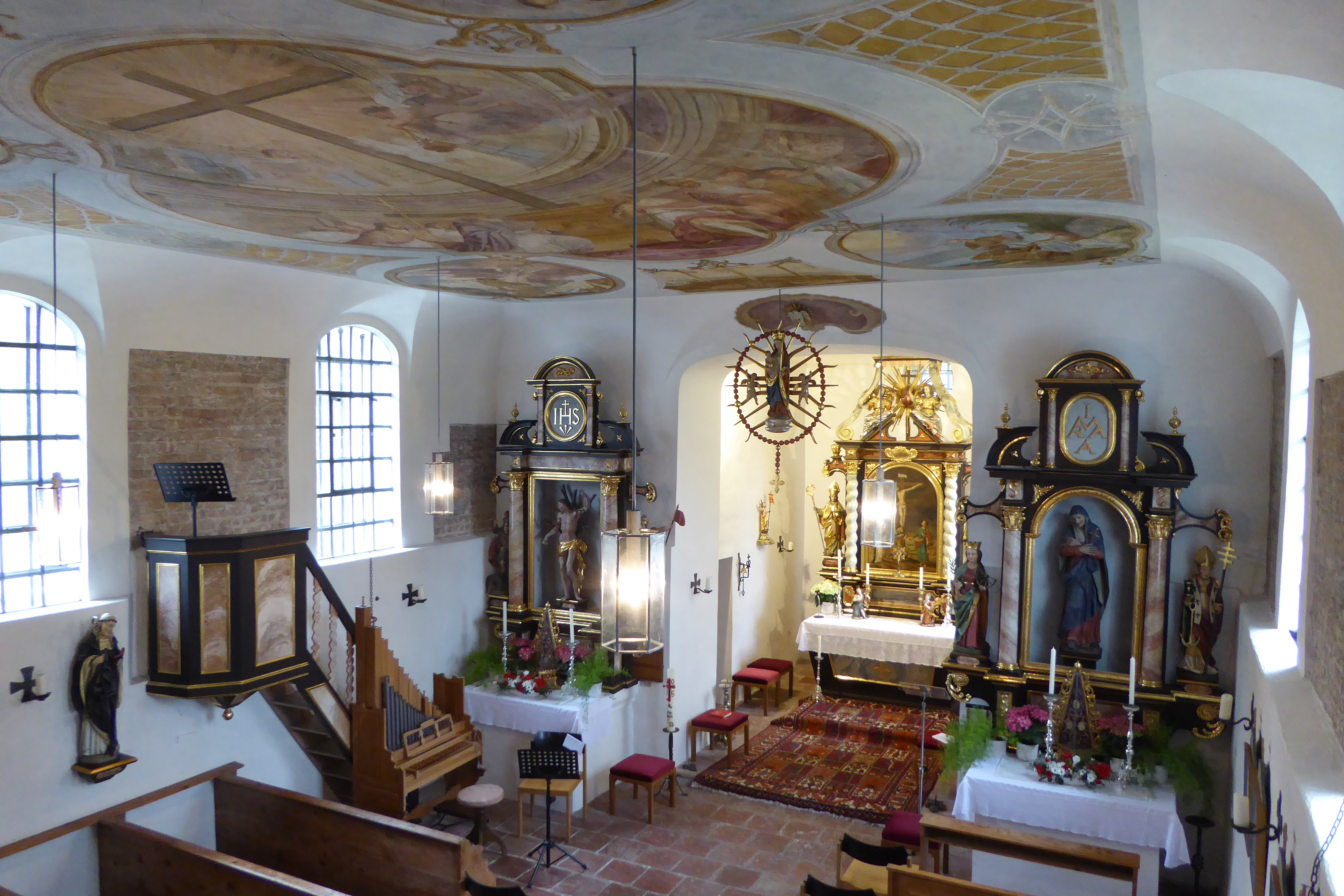
Inneres

Besonders selten und einzigartig in Deutschland sind die direkt auf die roten Ziegel des Innenraumes mit Kalkfarbe gemalten romanischen Fresken, die 1981 bei Renovierungsarbeiten entdeckt und teilweise freigelegt wurden. Die gemalten Kreise um einen Lebensbaum symbolisieren die Sonne. Bei einer der Wandmalereien handelt es sich um die älteste Christus-Darstellung in Bayern. Die übrige Ausstattung der Kirche stammt vorwiegend aus der Barockzeit. Das von Asamschülern um 1740 gemalte Deckenfresko zeigt die Verehrung des Heiligen Kreuzes, das Kaiser Herakleios 629 aus Jerusalem zurückbrachte.

## Kunst am Bau: Versunkenes Dorf

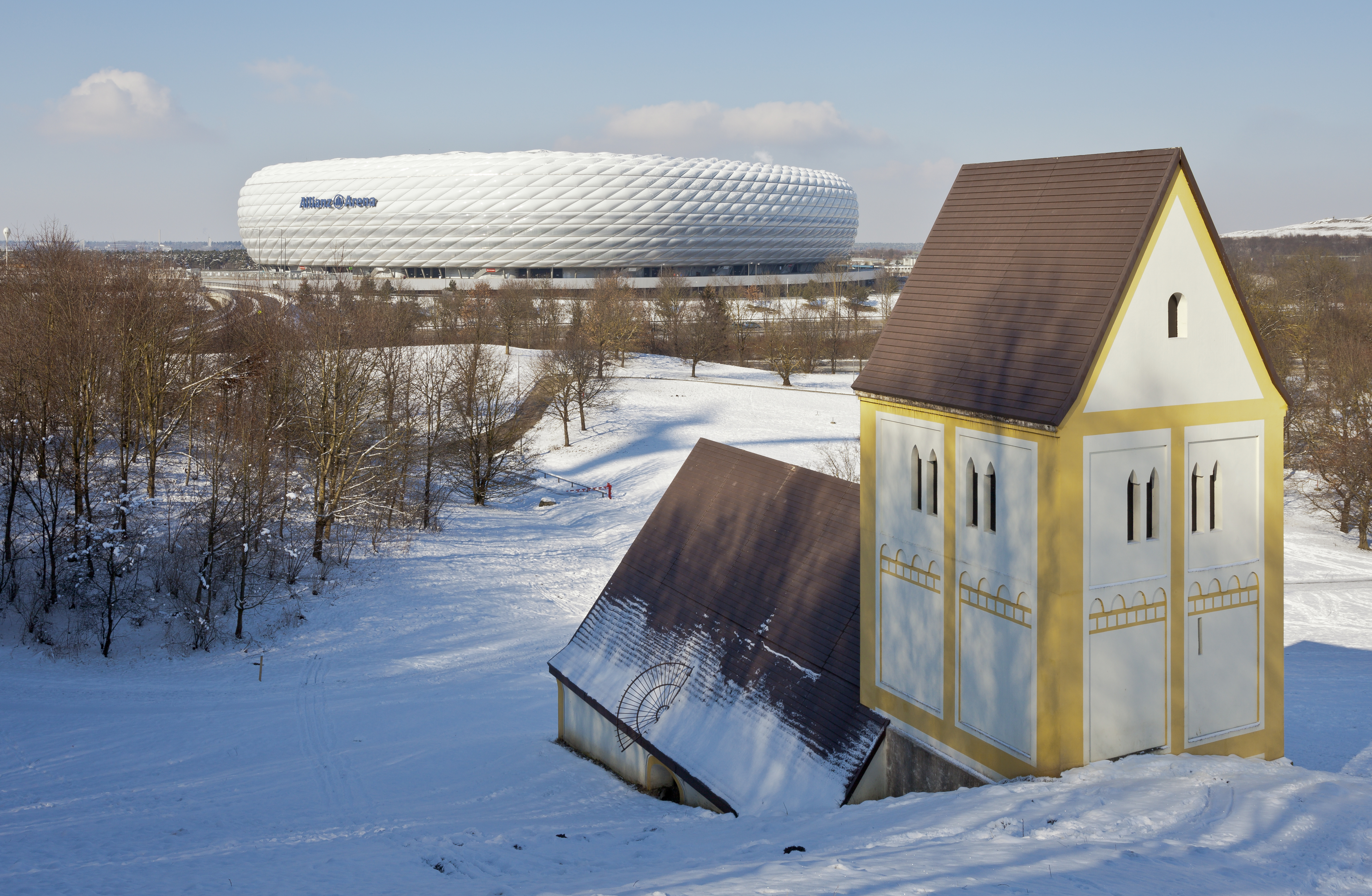
„Versunkenes Dorf“: Replik des Kirchengebäudes aus Beton, im Hintergrund die Allianz Arena

Als Kunst am Bau für die Allianz Arena lobte die städtische „Kommission für Kunst am Bau und im öffentlichen Raum“ einen internationalen Wettbewerb aus; dabei wurde der Fröttmaninger Berg in den Wettbewerbsbereich einbezogen. Am 29. Juni 2004 empfahl die Kommission einstimmig den Vorschlag des Münsteraner Künstlers Timm Ulrichs zur Realisierung. Thema der 2006 fertiggestellten Arbeit mit dem Titel „Versunkenes Dorf“ ist das Verschwinden des Dorfes Fröttmaning. Etwa 150 Meter südlich der originalen Heilig Kreuz-Kirche wurde ein nicht begehbarer Doppelgänger der romanischen Kirche in Originalgröße aus verputztem Ortbeton und einem Fertigteiledach geschaffen. Die Kopie wurde in den begrünten Müllberg versenkt, sodass nur ein Teil des Kirchturms und das Kirchenschiff sichtbar blieben. Der Titel zitiert das gleichnamige Gedicht von Friedrich Rückert aus dem Jahre 1813. Der Künstler wollte der standhaft gebliebenen „Dorfkathedrale“ mit der gespiegelten Dopplung ein Mahnmal für die kulturellen Opfer einer zerstörerischen Zivilisation schaffen, wobei die Zivilisation die Geschichte gleichsam „unter Müll begräbt, um später auf diesen rottenden Fundamenten eine neue Kathedrale des Zeitgeistes zu errichten. In der man nun wieder andere, namentlich Fußballgötter, verehrt und gewinnbringend vermarktet“ werden.